# 中島常楽院
中島常楽院（なかしまじょうらくいん）は鹿児島県日置市吹上町にある天台宗の寺院。薩摩琵琶発祥の寺院。

## 沿革
島津忠久が守護に任命された際に逢坂山（滋賀県大津市）にあった妙音寺常楽院（現在廃寺）の僧侶・宝山検校を伴って下向し、建てたのが中島常楽院とされる。
この寺は視覚障害者の僧侶しか入れない「盲僧寺」とされ、歴代の住職は楽器の達人が多かったとされる。戦国時代になり15代当主・島津貴久によって薩摩国大隅国日向国の盲僧の監督寺とされ、歴代薩摩藩主の帰依も高かった。18代当主・島津家久は元和5年（1619年）常楽院を鹿児島城下に移転したため吹上町に残った寺は子院となった。その後、鹿児島城下に移った本院は廃仏毀釈や第二次世界大戦の空襲被害などにより、現在は宮崎県日南市に移転。吹上町に残った子院も廃仏毀釈により現在は仏堂1棟と歴代住職の墓のみが残る状態となっている。仏堂と境内は鹿児島県指定史跡。

## 主な行事
- 妙音十二楽 - 毎年10月12日に県内外の僧侶が集まり。妙音十二楽を演奏[1]。導師が読経し、薩摩琵琶・太鼓・笛・手拍子・ホラ貝など8種類の楽器で演奏される[1]。2018年（令和元年）を最後に休止している[1]。1971年（昭和46年）5月31日に鹿児島県文化財に指定されている[1]。